# Charlotte Chable
Charlotte Chable (* 31. Oktober 1994) ist eine ehemalige Schweizer Skirennfahrerin. Sie war auf die Disziplinen Slalom und Riesenslalom spezialisiert.

## Biografie
Chable stammt aus Villars-sur-Ollon im Kanton Waadt. Im Alter von 15 Jahren nahm sie ab November 2009 an FIS-Rennen teil. Im Dezember 2010 folgten die ersten Einsätze im Europacup, zunächst ohne nennenswerte Ergebnisse. Zwei Monate später war sie Teilnehmerin des European Youth Olympic Festival in Liberec. Verletzungsbedingt musste sie in der Saison 2011/12 mehr als drei Monate lang pausieren, auch die darauf folgende Saison 2012/13 musste sie vorzeitig beenden (Kreuzbandrisse an beiden Knien und ein gebrochener Fuss). Sie konzentrierte sich daraufhin auf die technischen Disziplinen Slalom und Riesenslalom und gewann im Dezember 2013 erstmals ein FIS-Rennen.
Am 4. Dezember 2014 erzielte Chable die erste Europacup-Podestplatzierung mit dem 3. Platz im Slalom von Hemsedal. Der erste Weltcup-Einsatz folgte am 13. Januar 2015 beim Slalom von Flachau, wo sie im ersten Durchgang ausschied. Obwohl sie die Selektionsrichtlinien von Swiss-Ski deutlich verpasst hatte, wurde sie aufgrund guter Trainingsleistungen überraschend für die Weltmeisterschaften 2015 in Vail/Beaver Creek nominiert. Nachdem sie dort im Mannschaftswettbewerb Vierte geworden war, fuhr sie mit Platz 15 im WM-Slalom mitten in die Weltspitze. Dieses Ergebnis bestätigte sie am 22. Februar 2015 mit Platz 11 im Slalom von Maribor, womit sie ihre ersten Weltcuppunkte gewann. Beim Saisonfinal in Méribel gewann sie mit dem Schweizer Team am 20. März 2015 den nur zum Nationencup zählenden Mannschaftswettbewerb vor Schweden und Österreich. Ein Jahr später, am 18. März 2016, stand sie erneut in der siegreichen Schweizer Mannschaft, die diesmal beim Final in St. Moritz den Sieg vor Deutschland und Schweden eroberte. Ihr bestes Ergebnis im Weltcup erreichte sie am 29. November 2015 in Aspen mit dem 9. Rang. Im Slalom von Santa Caterina vom 5. Januar 2016 fuhr sie im ersten Lauf mit Startnummer 28 auf den 2. Rang. Im zweiten Durchgang lag sie bis kurz vor dem Ziel auf Podestkurs, ehe sie durch einen groben Fehler auf Platz 27. zurückfiel.
Unglücklich verlief die Saison 2016/17. Anfang Oktober verletzte sie sich im Training in Saas-Fee am Knöchel und musste den Saisonstart verschieben. Erst im Dezember konnte sie wieder ein Rennen fahren. Sie fuhr in dieser Saison insgesamt fünf Rennen, erreichte dabei jedoch nie den zweiten Lauf. Im Januar riss sie sich bei einem Trainingssturz das Kreuzband und musste die Saison beenden. In der Saison 2017/18 bestritt sie keine Weltcuprennen, startete jedoch an FIS-Rennen und im Europacup. Sie konnte dabei ein FIS-Rennen gewinnen; im Europacup gelangte sie bei keinem Rennen ins Ziel. Bei den Schweizer Meisterschaften im April 2018 in Hasliberg gewann sie die Bronzemedaille hinter Wendy Holdener und Carole Bissig.
Im September 2020 verletzte sie sich bei der Vorbereitung auf die Saison erneut schwer am Knie: Bei einem Sturz im Slalom-Training riss sie sich das Innenband und das vordere rechte Kreuzband. Sie fiel für die ganze Saison aus. Am 18. November 2021 gab sie schliesslich vor dem Beginn der neuen Saison ihren Rücktritt vom Spitzensport bekannt. Sie nahm darauf ein Studium der Kommunikationswissenschaften auf. Seit 2022 arbeitet sie als Medienkoordinatorin des internationalen Skiverbands FIS.

## Erfolge

### Weltmeisterschaften
- Vail/Beaver Creek 2015: 4. Mannschaftswettbewerb, 15. Slalom

### Weltcup
- 1 Platzierung unter den besten zehn in Einzelrennen
- 2 Siege bei Mannschaftswettbewerben

### Weltcupwertungen
| Saison  | Gesamt | Gesamt | Slalom | Slalom | Parallel | Parallel |
| Saison  | Platz  | Punkte | Platz  | Punkte | Platz    | Punkte   |
| ------- | ------ | ------ | ------ | ------ | -------- | -------- |
| 2014/15 | 87.    | 24     | 36.    | 24     | –        | –        |
| 2015/16 | 76.    | 60     | 28.    | 60     | –        | –        |
| 2019/20 | 126.   | 1      | –      | –      | 46.      | 1        |

### Europacup
- Saison 2018/19: 6. Slalomwertung
- 2 Podestplätze

### Australia New Zealand Cup
- Saison 2018: 2. Gesamtwertung, 2. Slalomwertung, 4. Riesenslalomwertung
- 4 Podestplätze, davon 2 Siege:

| Datum           | Ort          | Land       | Disziplin |
| --------------- | ------------ | ---------- | --------- |
| 23. August 2018 | Mount Hotham | Australien | Slalom    |
| 29. August 2018 | Coronet Peak | Neuseeland | Slalom    |

### Weitere Erfolge
- 3 Siege bei FIS-Rennen
- Europäisches Olympisches Jugendfestival: 13. Slalom, 24. Riesenslalom
- Schweizer Alpine Skimeisterschaften 2018: 3. Slalom